# None of the Above (EP)
None of the Above è il secondo EP del gruppo musicale canadese Structures, pubblicato il 9 luglio 2021. È il primo lavoro in studio del gruppo dopo la sua reunion avvenuta il mese precedente. L'EP presenta una collaborazione con il cantante Brendan Murphy degli END nella traccia "6" e con Michael Barr della band Volumes nel brano "Civilian".

## Tracce
1. Planet of Garbage – 2:39
2. 6 (ft. Brendan Murphy) – 2:59
3. Gone/Dead – 1:42
4. Civilian (ft. Michael Barr) – 2:53
5. Psycho Hours – 2:23
6. Fortune Fades – 2:24

## Formazione
- Brendon Padjasek - voce (2009–2014, 2021–oggi), chitarra (2014, 2021–oggi)
- Spyros Georgiou - chitarra (2009–2014, 2021–oggi)
- Andrew McEnaney - batteria (2009–2014, 2021–oggi)